# Берёзово (Белозерский район, Курганская область)
Берёзово — деревня в Белозерском районе Курганской области. Входит в состав Баяракского сельсовета.

## География
Расположена в 9 км к северо-востоку от центра сельского поселения села Баярак.

## Население
| 1989 | 2002 | 2010 |
| ---- | ---- | ---- |
| 252  | ↘184 | ↘104 |